# Abel Tasien d'Alonne
Abel Tasien d'Alonne (1642-1723) was privésecretaris van Prinses Marie, stadhouder Willem III en raadspensionaris Anthonie Heinsius. Er wordt verondersteld dat hij de onrechtmatige zoon van stadhouder Willem II en Jeanne de Bommert Silvercroon was. Deze laatste was de dochter van de toenmalig Zweeds diplomaat in Nederland en zou later trouwen met een Waals officier genaamd d'Alonne.
Als cryptoloog ontcijferde d'Alonne tijdens en in de nasleep van de Spaanse Successieoorlog berichten voor Heinsius. Een deel van dit werk is aanwezig in het Algemeen Rijksarchief te Den Haag.